# Антал, Енё
Енё Антал (венг. Antal Jenő; 16 января 1900, Будапешт — 1981) — венгерско-американский скрипач еврейского происхождения.
Сын предпринимателя Йозефа Антала и его жены Эллы, урождённой Кон. Окончил коммерческое училище в Будапеште, а затем Будапештскую академию музыки (1922), ученик Енё Хубаи и Лео Вейнера; совершенствовал своё мастерство в Париже под руководством Эжена Изаи и Жака Тибо, в 1925 г. дал в Париже ряд концертов. С 1926 г. в США.
В 1928—1939 гг. вторая скрипка в Квартете Рота, в конце 1930-х также преподавал камерный ансамбль в Принстонском университете, резидентом которого был коллектив, затем в Стэнфордском университете. Участник первой полной записи «Искусства фуги» Иоганна Себастьяна Баха (1934, в переложении Роя Харриса и Мэри Доус Хертер Нортон), записей квартетов Моцарта, Бетховена, Эрнеста Блоха.
На протяжении 1940-х гг. спорадически выступал как солист — в частности, в 1941 г. дал в Принстоне концерт вместе с Белой Бартоком, преимущественно из произведений последнего. В 1942—1962 гг. играл в Кливлендском оркестре под руководством Джорджа Селла (в 1942—1947 и 1961—1962 гг. в партии вторых скрипок, в 1949—1961 гг. в партии первых скрипок). Закончил карьеру в связи с ухудшением зрения.